# Jamie Luner
Jamie Michelle Luner (nacida el 12 de mayo de 1971) es una actriz estadounidense conocida por su papel de Cindy Lubbock en la comedia de la ABC "Just the Ten of Us" y por sus interpretaciones de Peyton Richards en "Savannah", Lexi Sterling en "Melrose Place" y Rachel Burke en "Profiler". Más recientemente, Luner ha interpretado a Liza Colby en las series de televisión "All My Children" y a Cassie Siletti en "Murder in the First".

## Biografía
Luner nació en Palo Alto, una ciudad en la bahía de San Francisco. Es hija de Susan, actriz, y Stuart Luner, representante comercial. Creció en una familia judía y tiene un hermano mayor llamado David.

## Carrera
Después de aparecer como invitada en varios episodios de la sitcom "Growing Pains", Luner pasó a protagonizar como Cindy Lubbock en el spin-off de "Growing Pains", "Just the Ten of Us" (1988-1990), donde también participaron Heather Langenkamp, Brooke Theiss y JoAnn Willette como las hermanas ficticias de Luner. En un momento de la serie, las cuatro formaron un grupo musical ficticio llamado "The Lubbock Babes". Hasta la fecha, Luner es la única de las cuatro que no ha aparecido en una película de "Nightmare On Elm Street". Luner también tuvo una aparición especial en un episodio temático de Halloween de "Growing Pains", donde interpretó a una autoestopista que desaparecía. Después de que "Just the Ten of Us" llegara a su fin, Luner se tomó un descanso de la actuación y asistió a la Escuela de Cocina Epicurian, donde finalmente se convirtió en chef de un popular restaurante en Los Ángeles, California.

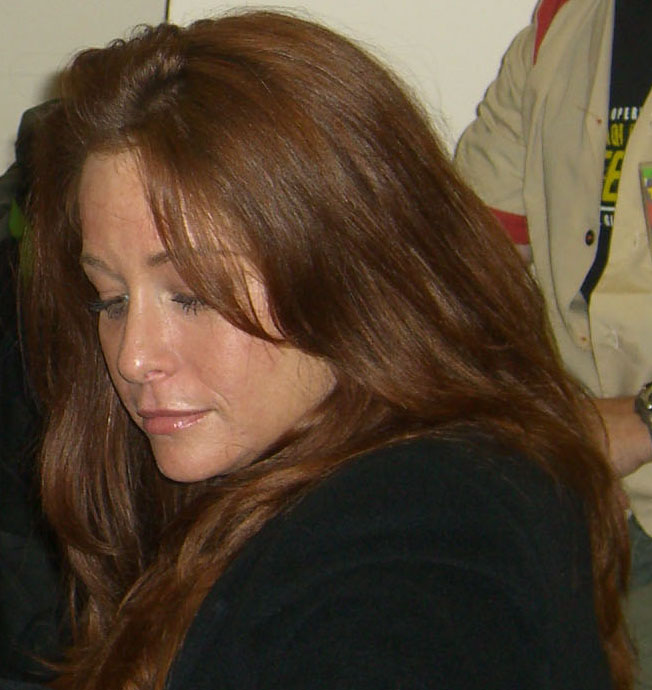
Luner en la Big Apple Convention de noviembre de 2008 en Manhattan

En 1993, Luner regresó a la televisión interpretando a una adolescente en la película para televisión "Moment of Truth: Why My Daughter?", donde compartió créditos con Linda Gray. A partir de ahí, Luner continuó trabajando en una serie de películas para televisión, destacando especialmente "Confessions of a Sorority Girl" (1994), la cual marcó el inicio de su larga colaboración con el productor Aaron Spelling.
El próximo gran éxito de Luner llegó en 1996, cuando fue seleccionada para interpretar a Peyton Richards en la telenovela nocturna de Spelling, "Savannah" (1996-1997). Posteriormente, en 1997, Luner fue elegida para formar parte de "Melrose Place" de Spelling, donde interpretó el papel de Lexi Sterling hasta la conclusión de la serie en 1999.
En 1999, justo después de la cancelación de Melrose Place, Luner fue seleccionada para interpretar a Rachel Burke, reemplazando a Ally Walker, en la serie "Profiler" de la NBC. Desempeñó ese papel hasta que el programa fue cancelado al finalizar su cuarta temporada en 2000. Tras la cancelación de Profiler, Luner continuó trabajando de manera constante, haciendo apariciones especiales en varias series de televisión, incluyendo "The Outer Limits", "CSI: Miami", y tuvo una participación de tres episodios en "That's Life". Además, en el año 2000, Luner protagonizó la película independiente "Sacrifice" junto a Michael Madsen.
En 2003, Luner se unió al elenco de otro drama producido por Spelling, donde interpretó el papel de la Oficial Superior Ryan Layne en "10-8: Officers on Duty" (2003-2004). Sin embargo, la serie fue cancelada después de que Luner apareciera solamente en cinco episodios. Además, en 2003, Luner protagonizó junto a Nicholas Lea la película original del canal Syfy, "Threshold", y en 2004 hizo una aparición especial en un episodio de NCIS titulado "Dead Man Talking".
En el año 2005, Luner apareció en cuatro películas para la cadena de televisión por cable Lifetime Television: "The Suspect" (2005), "Blind Injustice" (2005), "Stranger in My Bed" (2005) y "The Perfect Marriage" (2006).
En 2007, Luner interpretó a Susan en la comedia "Black and Bluestein" en el Santa Monica Playhouse. Además, ese mismo año, protagonizó "Nuclear Hurricane", una película original de Sci-Fi Channel, y realizó una aparición especial en CSI: Crime Scene Investigation.
En abril de 2009, Luner se unió al reparto de "All My Children" como Liza Colby. (Marcy Walker, que originalmente interpretaba a Liza, se había retirado del mundo del espectáculo varios años antes). La telenovela fue cancelada en 2011, tras lo cual Luner protagonizó las películas de Lifetime "Walking the Halls", "Stalked at 17" y "The Perfect Boss". Luego hizo apariciones como actriz invitada en "Supernatural" y "Mentes Criminales" en 2013. En 2014, Luner participó en la serie de Investigation Discovery "Heartbreakers", junto a Jack Wagner y Rob Estes. Al año siguiente, apareció en otras dos películas de Lifetime, "The Wrong Girl" y "The Bride He Bought Online". También tuvo un papel recurrente en la segunda y tercera temporadas del drama criminal de TNT, "Murder in the First", de 2015 a 2016, e hizo apariciones como invitada en "Better Call Saul" y "Code Black". En los años siguientes, protagonizó más de diez películas de Lifetime, la más reciente "The Christmas High Note" (2020), junto a Johnny Messner.

## Vida personal
Luner inició una relación sentimental con John Braz, un entrenador personal, en 1995. Sin embargo, la relación llegó a su fin en 1999.

### Problemas legales
En febrero de 2018, Luner fue acusada de haber drogado y grabado un encuentro sexual con Anthony Oliver, quien tenía 16 años en el momento del supuesto incidente ocurrido en 1998. La demanda alega que Luner le ofreció whisky y metanfetaminas. Sin embargo, según un artículo del New York Post del 4 de abril de 2018, Oliver fue registrado en California como litigante abusivo después de haber sobrecargado el sistema legal al presentar previamente 27 demandas frívolas en un período de ocho años. Como resultado, no podía presentar ninguna demanda en el tribunal sin la aprobación de un juez.
El 6 de agosto de 2018, la demanda de Anthony Oliver fue desestimada por prescripción. El juez subrayó que el demandante había esperado 20 años para presentar la demanda, mucho después de que hubiera caducado el plazo legal para hacerlo. El equipo de Luner argumentó que no sólo no se cumplían los requisitos legales, sino que las pretensiones del demandante eran en realidad parte de un intento de extorsión, y coherentes con su historial de demandas sin fundamento. Sin embargo, la desestimación fue recurrida el 2 de febrero de 2019. En octubre de 2019, Oliver, excandidato a la alcaldía de Savannah (Georgia), fue condenado a 20 años de prisión por cargos de acoso, tras haber acosado a la víctima durante 17 años.

## Filmografía

### Películas
| Año  | Película                              | Papel                            | Notas                                  |
| ---- | ------------------------------------- | -------------------------------- | -------------------------------------- |
| 1993 | Moment of Truth: Why My Daughter?     | Diana Moffitt                    | Telefilme                              |
| 1994 | The St. Tammany Miracle               | Lootie                           |                                        |
| 1994 | Tryst                                 | Mindy                            |                                        |
| 1994 | Moment of Truth: Cradle of Conspiracy | Donna                            | Telefilme                              |
| 1994 | Confessions of a Sorority Girl        | Sabrina Masterson                | Telefilme                              |
| 1999 | Friends &amp; Lovers                  | Modelo                           |                                        |
| 1999 | The Force                             | Stacey                           | Telefilme                              |
| 2000 | Sacrifice                             | Naomi Cohen                      | Telefilme                              |
| 2002 | Warrior                               | Novia de Eldoran.                |                                        |
| 2003 | Threshold                             | Savannah Bailey                  | Telefilme                              |
| 2005 | The Suspect                           | Beth James                       | Telefilme                              |
| 2005 | Blind Injustice                       | Diana Scott                      | Telefilme                              |
| 2005 | Stranger in My Bed                    | Sara Hansen                      | Telefilme                              |
| 2006 | The Perfect Marriage                  | Marrianne Danforth/Annie Grayson | Telefilme                              |
| 2007 | Nuclear Hurricane                     | Linda                            | Telefilme                              |
| 2009 | Heat Wave                             | Kate Jansen                      | Telefilme                              |
| 2009 | Trust                                 | Sandra                           | Telefilme                              |
| 2012 | Walking the Halls                     | Holly Benson                     | Telefilme                              |
| 2012 | Stalked at 17                         | Trini Marshall                   | Telefilme                              |
| 2013 | The Perfect Boss                      | Jessica Slate                    | Telefilme                              |
| 2013 | Out of Reach                          | Dianne                           |                                        |
| 2013 | The Cheating Pact                     | Señorita Walters                 | Telefilme                              |
| 2015 | The Wrong Girl                        | Ashley Allen                     | Telefilme                              |
| 2015 | The Bride He Bought Online            | Rihanne Lindstrom                | Telefilme                              |
| 2016 | Trial                                 | Jennifer Clarke                  | Telefilme, también productor ejecutivo |
| 2016 | A Mother's Revenge                    | Jennifer Clark                   | Telefilme                              |
| 2017 | A Lover Betrayed                      | Tess Nolans                      | Telefilme, también productor ejecutivo |
| 2018 | Deadly Runaway                        | Suzanne                          | Telefilme                              |
| 2019 | My Adventures with Santa              | La Befana                        | También productor asociado             |
| 2019 | Tell Me I Love You                    | Julie                            |                                        |
| 2020 | The Christmas High Note               | Rachel                           | Telefilme                              |
| 2021 | Lost & Found in Rome                  | Diana Jensen                     | Telefilme                              |
| 2022 | For Better or Worse                   | Jessa Putman                     | Telefilme, también productor ejecutivo |
| 2022 | Valley of Love                        |                                  | Telefilme, productor                   |
| 2022 | I'm with Me                           |                                  | Telefilme, ptoductor                   |

### Televisión
| Year      | Título                                | Papel                                           | Notas                                        |
| --------- | ------------------------------------- | ----------------------------------------------- | -------------------------------------------- |
| 1988–1990 | Just the Ten of Us                    | Cindy Lubbock                                   | Elenco principal                             |
| 1987–1990 | Growing Pains                         | Cindy / Kara Daye / Sheena Berkowitz            | 4 episodios                                  |
| 1992      | Bill &amp; Ted's Excellent Adventures | Roxanne                                         | Piloto de televisión                         |
| 1992      | Married with Children                 | Gerri                                           | Episodio: "Frat Chance"                      |
| 1993      | Reasonable Doubts                     | Tiffany Beaman                                  | Episodio: "Crumbling Systems"                |
| 1994      | Diagnosis Murder                      | Kimmy Marlowe                                   | Episodio: "The Last Laugh: Part One"         |
| 1994      | Rebel Highway                         | Sabrina Masterson                               | Episodio: "Confessions of a Sorority Girl"   |
| 1996–1997 | Savannah                              | Peyton Richards Massick                         | Elenco principal.                            |
| 1997–1999 | Melrose Place                         | Lexi Sterling                                   | Elenco principal (temporadas 6-7).           |
| 1999–2000 | Profiler                              | Rachel Burke                                    | Personaje principal (temporada 4).           |
| 2000      | The Pretender                         | Rachel Burke                                    | Episodio: "Spin Doctor" (Profiler crossover) |
| 2000      | The Drew Carey Show                   | Jenny                                           | Episodio: "Drew and Kate Become Friends"     |
| 2001      | The Outer Limits                      | Candace Maguire                                 | Episodio: "Mind Reacher"                     |
| 2001      | That's Life                           | Samantha Richardson                             | 3 episodios                                  |
| 2002      | CSI: Miami                            | Nikki Olson                                     | Episodio: "Breathless"                       |
| 2003–2004 | 10-8: Officers on Duty                | Oficial Superior Ryan Layne                     | 8 episodios                                  |
| 2004      | NCIS                                  | Amanda Reed / Teniente Comandante Hamilton Voss | Episodio: "Dead Man Talking"                 |
| 2006      | The War at Home                       | Jodi                                            | Episodio: "Three's Company"                  |
| 2007      | CSI: Crime Scene Investigation        | Elizabeth Rodriguez                             | Episodio: "Lying Down with Dogs"             |
| 2009–2011 | All My Children                       | Liza Colby                                      | 312 episodios                                |
| 2012      | Supernatural                          | Annie Hawkins                                   | Episodio: "Of Grave Importance"              |
| 2013      | Criminal Minds                        | Madison Riley                                   | Episodio: "Magnum Opus"                      |
| 2013      | The Glades                            | Willa Garbett                                   | Episodio: "Happy Trails"                     |
| 2014      | Two and a Half Men                    | Tracy                                           | Episodio: "Lotta Delis in Little Armenia"    |
| 2014      | True Blood                            | Amanda H-Vamp                                   | Episodio: "Death Is Not the End"             |
| 2014      | Heartbreakers                         | Teresa Stone                                    | Miniserie                                    |
| 2015      | Better Call Saul                      | Mujer soñadora                                  | Episodio: "Mijo"                             |
| 2015–2016 | Murder in the First                   | Cassie Siletti                                  | Papel recurrente                             |
| 2015      | Code Black                            | Candace Clark                                   | Episodio: "Cardiac Support"                  |